# Nikolaï Fiodorovitch Makarov
Pour les articles homonymes, voir Nikolaï Makarov et Makarov.
Nikolaï Fiodorovitch Makarov (en russe : Николай Фёдорович Макаров) est un ingénieur soviétique, né le 22 mai 1914 à Sassovo, alors dans le gouvernement de Tambov (Empire russe) et décédé le 14 mai 1988 à Toula, en RSFS de Russie (Union soviétique).

## Biographie
De 1929 à 1935, Nikolaï Makarov étudia la mécanique dans une école professionnelle de Riazan et travailla ensuite à l'entretien et la réparation des locomotives à vapeur du dépôt de locomotives de Sassovo, sa ville natale. De 1941 à 1945, il fréquenta l'institut technique de Toula, puis travailla dans une fabrique d'armes de cette ville, d'abord comme contremaître, puis comme ingénieur en chef de bureau d'études. De 1946 à 1951, Makarov profita de document saisis et des installations industrielles de l'Allemagne occupée pour mettre au point un pistolet dérivé du Walther PP : le Makarov PM, considéré comme l'un des meilleurs pistolets du XXe siècle.
En 1952, il devint Héros du travail socialiste de l'Union soviétique. Il prit sa retraite en 1974 et mourut en 1988.

## Sources
- (en) Pistol Makarov 9 mm - History (Weapon and Inventor)
- (en) N.F. Makarov – The Man Who Created the Makarov PM